# Антипаралелограм

Антипаралелограм

Антипаралелограм або контрпаралелограм — чотирикутник, в якому кожні дві протилежні сторони рівні між собою, але не паралельні, на відміну від паралелограма. Довгі протилежні сторони перетинаються між собою в точці, що знаходиться між їхніми краями; перетинаються між собою також і продовження коротких сторін.